# Sisneri
Sisneri – gaun wikas samiti we wschodniej części Nepalu w strefie Sagarmatha w dystrykcie Okhaldhunga. Według nepalskiego spisu powszechnego z 2001 roku liczył on 770 gospodarstw domowych i 4200 mieszkańców (2186 kobiet i 2014 mężczyzn).